# Phare de Punta Insua
Le phare de Punta Insua (ou phare de Lariño ) est un phare situé sur la petite péninsule de Punta Insua, dans la paroisse civile de Lariño de la commune de Muros, dans la province de La Corogne (Galice en Espagne).
Il est géré par l'autorité portuaire de Vilagarcía de Arousa.

## Histoire
Le phare est composé d'une tour octogonale en pierre, avec lanterne et galerie, attachée à l'arrière d'une maison de gardiens d'un étage. La lanterne est de couleur argent métallique et le logement est peint en blanc avec des pierres apparentes et un toit rouge. La construction de ce phare a été achevée en 1913, mais il n'a pas été activé avant la fin de la Première Guerre mondiale. Il est mis en service en 1921. Il marque la zone côtière entre le phare de Corrubedo et le phare du Cap Finisterre.

Il est électrifié en 1947. Il émet un groupe de 3 scintillements blanc ou rouge, selon les secteurs, toutesd les 9 secondes.
Identifiant : ARLHS : SPA235 ; ES-03980 - Amirauté : D1782 - NGA : 2684.
|             |
| Punta Insua |

|          |
| Le phare |

|                               |
| La lanterne et double galerie |

|                                       |
| Phare de punta Insua. Septembre 2018. |

### Lien connexe
- Liste des phares d'Espagne